# Strength.
Singles de Abingdon Boys School
Blade Chord JAP
STRENGTH. est le cinquième single du groupe de rock japonais abingdon boys school. Le morceau principal a été utilisé pour le quatrième générique de fin de l'anime Soul Eater.

## Liste des morceaux
1. STRENGTH. - 04:37
2. Freedom - 04:44

## Musiciens
- Takanori Nishikawa - chant
- Sunao - guitare
- Hiroshi Shibasaki - guitare
- Toshiyuki Kishi - clavier